# Viar
El río Viar (del árabe بئار biʾār, «pozos») es un río del sur de España, un afluente por la derecha del río Guadalquivir. 

## Curso
Nace en Puerto Cañada (Sierra de Tentudía), en el municipio extremeño de Monesterio (Badajoz), vertiente norte de Sierra Morena. Tiene una longitud de 128 km aproximadamente, de los que más de la mitad pertenecen a la provincia de Sevilla. Al entrar en dicha provincia abastece al Pantano de El Pintado (Cazalla de la Sierra), que tiene una capacidad de 212 hm³ y fue construido en 1947. Tras recorrer este, discurre unos 65 km hasta llegar a su desembocadura en el río Guadalquivir, pasando previamente por el pantano de Melonares, en la localidad de Castilblanco de los Arroyos.
Atraviesa toda la vertiente sur de Sierra Morena (parque natural de la Sierra Norte de Sevilla), antes de llegar al Valle del Guadalquivir. Hasta mediados los años 1950 daba sus aguas al río grande junto a la localidad de Cantillana, que es la única localidad por donde pasa, pero debido a la unión del río por otro tramo, los meandros que atosigaban Cantillana durante las inundaciones se secaron. Así, el Viar actualmente desemboca en Villaverde del Río, unos 4 km más al oeste que antes.
En su recorrido por el parque natural de la Sierra Norte de Sevilla circula entre los municipios (de norte a sur) de El Real de la Jara, Cazalla de la Sierra, Almadén de la Plata, Castilblanco de los Arroyos, El Pedroso y Cantillana, creando un bello paisaje de sierra con algunos lugares privilegiados: Los Melonares, un pantano, digamos, nuevo, con el correspondiente impacto medioambiental; Las Anorias ("La Zanoria"), y Las Asperillas ("Las Perillas"), que han sido lugares tradicionales de baño y acampada. Una gran ruta para pasar el día en el campo es la de Los Molinos del Viar. Esta consta de 11 km aguas arriba del pueblo cantillanero. El primero, en el municipio de Castilblanco de los Arroyos y los otros tres, en el de Cantillana. Además, junto a este último pueblo, sus fértiles tierras en ambas orillas forman La Vegueta.

## Obras hidráulicas
Para aumentar el regadío en las tierras de la margen derecha del Guadalquivir se construyó el canal del Viar, de unos 85 km. Las obras comenzaron durante la II República española y fueron terminadas durante la Guerra Civil y la posguerra, trabajando en dicha construcción presos políticos de los campos de concentración de La Algaba y Guillena. Entró en funcionamiento en 1953.